# Curtis Fuller and Hampton Hawes with French Horns
Curtis Fuller and Hampton Hawes with French Horns ist ein Jazzalbum von Curtis Fuller und Hampton Hawes. Die am 18. Mai 1957 im Rudy Van Gelder Studio, Hackensack, New Jersey, entstandenen Aufnahmen erschienen zunächst als eine Plattenseite einer Kompilation auf Prestige Records. Als eigenständige Langspielplatte wurde das Album erstmals 1965 auf dem Prestige-Sublabel Status Records, als Compact Disc 2000 bei Original Jazz Classics veröffentlicht.

## Hintergrund
Die Aufnahmen entstanden eine Woche nach der Prestige-Session, in der Fuller mit Sonny Red, Hank Jones, Doug Watkins und Louis Hayes sein Debütalbum New Trombone eingespielt hatte, und vier Tage nach den Aufnahmen für das Folgealbum Curtis Fuller with Red Garland, das jedoch erst 1962 auf dem Sublabel New Jazz Records erschien. Mit Curtis Fuller spielten die Bläser David Amram, Julius Watkins (Waldhorn) und Sahib Shihab (Altsaxophon); die Rhythmusgruppe bestand aus Hampton Hawes (bzw. Teddy Charles in „Lyriste“), Addison Farmer (Bass) und Jerry Segal (Schlagzeug).
Die Session war bei ihrer ersten Veröffentlichung Teil einer mit 16 Umdrehungen pro Minute laufenden LP (#Prestige 16-6) mit dem Titel Baritones and French Horns, die auch Musik von John Coltrane, Pepper Adams und Cecil Payne enthielt, welche von Prestige 1963 unter dem Namen Coltranes und dem neuen Titel Dakar wiederveröffentlicht wurde.
1965 wurden die Aufnahmen unter der nominellen Leitung von Fuller und Hawes auf dem Label Status Records wiederveröffentlicht. Status war ein kurzlebiges Low-Budget-Label, das im Herbst 1964 von Prestige Records ins Leben gerufen worden war. Das Material bestand hauptsächlich aus New Jazz- und Prestige-Sessions.

## Titelliste
- Curtis Fuller and Hampton Hawes with French Horns (Status Records ST 8305; Original Jazz Classics – OJCCD-1942-2, New Jazz – NJ-8305)[2]

1. Ronnie's Tune (Torrie Zito) 7:27
2. Roc and Troll (Teddy Charles) 7:11
3. A-Drift (Torrie Zito) 6:13
4. Five Spot (Dave Amram) 3:28
5. Lyriste (Teddy Charles) 6:00
6. No Crooks (Teddy Charles) 6:26

## Rezeption
Nach Ansicht von David Rickert, der das Album in All About Jazz rezensierte, wird es schwerfallen, ein Instrument zu finden, das weniger für Jazz geeignet ist als das Waldhorn. Experimente in der 1940er- und 50er-Jahren brachten mehrere neue Instrumente in das Jazzspektrum. Infolgedessen gewann das Waldhorn einige Befürworter auf diesem Weg. Meistens sei dies jedoch in größeren Gruppenkonstellationen der Fall gewesen. Fuller und Hawes waren dazu bereit, es in einem kleineren Kontext zu verwenden und das auch in den Fokus der Session zu stellen, so der Autor. Nicht zuletzt hätten Fuller und Hawes das Verdienst, die einzige kleine Gruppe anzuführen, in der jemals zwei Waldhörner an vorderster Front standen. Allein aufgrund dieser Tatsache könne man erwarten, etwas anderes zu hören. Die drei Blechblasinstrumente sind so ähnlich, dass sie sich recht gut mischen und in einigen Fällen kaum voneinander zu unterscheiden sind. Durch Shihabs Altsaxophon entstehe ein notwendiges Gleichgewicht zu einer sonst etwas trüben Frontline; seine spröden Linien würden für Abwechslung sorge, während sie die schokoladenhaften Töne der anderen drei durchschnitten.

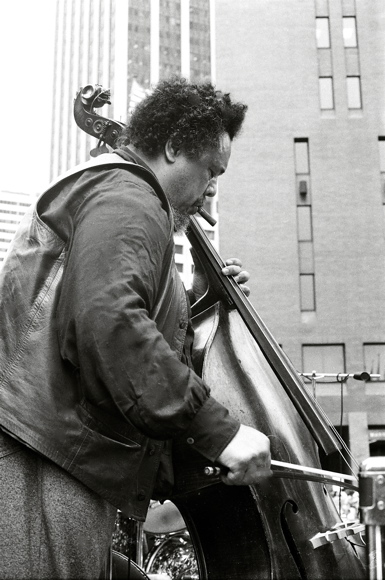
Charles Mingus 1976

Jedoch sei das Waldhorn für diese Art von Musik nicht gut geeignet, und es fehle auch die Kraft, ein Solo zu spielen, ohne neben den anderen beiden ein wenig schwach zu klingen. Besser sei die düstere Choreografie von „A-Drift“ und „Five Spot“ gelungen, die ein bisschen nach frühem Charles Mingus klängen; Hier fügten die Hörner kräftige Klangfarben hinzu, ohne durch die Changes navigieren zu müssen. Wie jedes Album, das sich durch Exzentrik auszeichne, sei auch dieses nicht ohne Mängel, resümiert der Autor, aber es sei sicherlich einzigartig. Sowohl Fuller als auch Hawes’ Werkkatalog würden durch diese Neuauflage gut bedient.
Scott Yanow verlieh dem Album in Allmusic vier Sterne und schrieb, in den 1950er Jahren sei Julius Watkins der beste Waldhornist des Jazz gewesen, wobei David Amram sicherlich unter den ersten fünf rangiert habe.  Auf den Kompositionen von Teddy Charles, Amram und Salvatore „Torrie“ Zito würden das klangvolle Ensemble und das sehr geschickte Solo der Waldhörner diese Aufnahme zu einer besonders unvergesslichen Aufnahme machen. Seltsam sei nur, dass dieses Album so lange vergessen war.